# Adrian Vowles
Pas d'image ? Cliquez ici

a Compétitions nationales et continentales officielles uniquement.

b Matchs officiels uniquement.
Adrian Vowles, né le 30 mai 1971 à Charleville (Australie), est un ancien joueur de rugby à XIII australo-écossais évoluant au poste de troisième ligne ou de centre dans les années 1990 et 2000. Il a été sélectionné en sélection écossaise avec laquelle il dispute la coupe du monde en 2000, il joue également un match du State of Origin en 1994 pour le Queensland. En club, Adrian Vowles a débuté aux Gold Coast Seagulls en 1993 avant de rejoindre en 1995 les North Queensland Cowboys, il rejoint la Super League et le club des Castleford Tigers puis les Leeds Rhinos, Wakefield Trinity Wildcats et termine sa carrière sportive à Wakefield.
Au cours de sa carrière, il est désigné meilleur joueur de la Super League en 1999 sous les couleurs de Castleford Tigers.

## Palmarès
- En sélection :
  - Participation à la coupe du monde en 2000 (Écosse).

## Distinctions personnelles
- Meilleur joueur de la Super League : 1999 (Castleford Tigers).